# Réplicon
Un réplicon est une molécule d'ADN ou d'ARN, ou une région d'ADN ou d'ARN pouvant se répliquer à partir d'une seule origine de réplication (ori).
Le réplicon est l'unité de réplication de l'ADN bicaténaire.

## Procaryotes
Chez la plupart des procaryotes, le réplicon représente l'ensemble du chromosome. On trouve cependant des exceptions, chez les archées où deux espèces de Sulfolobus contiennent trois réplicons, ou chez les bactéries où certaines espèces présentant plusieurs réplicons ; c'est le cas par exemple de : Rhodobacter sphaeroides, Vibrio cholerae, ou encore Burkholderia multivorans. Les réplicons dits "secondaires" ou "tertiaires" sont souvent décrits comme un mélange entre chromosome "vrai" et plasmide et sont parfois appelés "chromides". Certaines espèces d'Azospirillum possèdesnt 7 réplicons comme Azospirillum lipoferum qui possède 1 chromosome bactérien, 5 "chromides" et 1 plasmide. Les plasmides et les bactériophages sont habituellement répliqués seuls, cependant, de gros plasmides dans certaines bactéries Gram Négatives semblent porter plusieurs réplicons.

## Eucaryotes
Chez les eucaryotes, il y a plusieurs réplicons par chromosome. La définition de réplicon est cependant confuse à propos des mitochondries, car celles-ci ont une réplication unidirectionnelle avec deux origines de réplication distinctes[réf. nécessaire].